# Eduardo Maillard
Eduardo Maillard Crampes (datas desconhecidas) foi um ciclista chileno que participou em dois eventos nos Jogos Olímpicos de Amsterdã 1928.